# Himaten!
Himaten! (ひまてん!?)  è un manga scritto e disegnato da Genki Ono, serializzato sulla rivista Weekly Shōnen Jump di Shūeisha a partire dal 8 luglio 2024.

## Trama
Tenichi Iemori, uno studente liceale che lavora part-time come addetto delle pulizie, viene assunto per pulire l'appartamento di Himari Yoshino, una famosa modella e proprietaria della "Hima-Riz", una linea di cosmetici.

## Pubblicazione
L'opera ha iniziato la serializzazione sulla rivista Weekly Shōnen Jump nel numero 32 del 2024, uscito in Giappone l'8 luglio dello stesso anno. I capitoli vengono raccolti in volumi tankōbon a partire dal 1° novembre 2024. Al 4 giugno 2025 i volumi totali ammontano a 4.

### Volumi
| 1 | 1° novembre 2024 | ISBN 978-4-08-884322-3 |
| 1 | Capitoli - 1. (女子高生社長と家政夫?, Joshi kōsei shachō to kaseifu) - 2. (家事代行開始?, Kaji daikō kaishi) - 3. (秘密の関係?, Himitsu no kankei) - 4. (買い出し?, Kaidashi) - 5. (しごでき?, Shigodeki) - 6. (調理実習?, Chōri jisshū) - 7. (ひかえめなヒロイン?, Hikaeme na hiroin) |                        |
| 2 | 4 gennaio 2025 | ISBN 978-4-08-884438-1 |
| 2 | Capitoli - 8. (楽しい休日?, Tanoshii kyūjitsu) - 9. (裸の心?, Hadaka no kokoro) - 10. (給料日?, Kyūryōbi) - 11. (ひまりの後輩?, Himari no kōhai) - 12. (ドキドキカンナ?, Doki Doki kanna) - 13. (勉強会?, Benkyōkai) - 14. (輝いたヒロイン?, Kagayaita hiroin) - 15. (ヒロイン集結！?, Hiroin shūketsu!) - 16. (転校カンナ?, Tenkō kanna)                                                                               |                        |
| 3 | 4 marzo 2025 | ISBN 978-4-08-884451-0 |
| 3 | Capitoli - 17. (かんなの荷解き?, Kanna no nihodoki) - 18. (林間学校の準備?, Rinkan gakkō no junbi) - 19. (林間学校スタート!?, Rinkan gakkō sutāto!) - 20. (登山?, Tozan) - 21. (林間学校の夜?, Rinkan gakkō no uoru) - 22. (天体観測?, Tentai kansoku) - 23. (肝だめし?, Kan dame shi) - 24. (いつも通り?, Itsumodōri) - 25. (ホームシックカンナ?, Hōmushikku kanna)                                                    |                        |
| 4 | 4 giugno 2025 | ISBN 978-4-08-884557-9 |
| 4 | Capitoli - 26. (ホームメイドカンナ?, Hōmu meido kan'na) - 27. (ホームメイトカンナ?, Hōmu meito kan'na) - 28. (ホームメイトカンナ2?, Hōmu meito kanna 2) - 29. (三者面談?, Sansha mendan) - 30. (ほのてん!?, Hono-ten!) - 31. (モヤモヤひまり?, Moyamoya himari) - 32. (お休み終業式?, O Yasumi shūgyō-shiki) - 33. (波打ち際のヒロイン?, Namiuchigiwa no hiroin) - 34. (波打ち際のヒロイン2?, Namiuchigiwa no hiroin 2) |                        |
| 5 | 4 settembre 2025 | ISBN 978-4-08-884656-9 |

### Capitoli non ancora in formatotankōbon
Questa lista è suscettibile di variazioni e potrebbe essere incompleta o non aggiornata.

- 35.  (カンナ訪問?, Kanna hōmon)
- 36.  (夏期講習!?, Kaki kōshū!)
- 37.  (花火大会?, Hanabi taikai)
- 38.  (打ち上げ花火?, Uchiage hanabi)
- 39.  (新しい家族?, Atarashī kazoku)
- 40.  (新学期?, Shin gakki)
- 41.  (すみれ乱入?, Sumire ran'nyū)
- 42.  (ひかえめなほのか?, Hikae-mena Honoka)
- 43.  (カリスマJKの学園祭?, Karisuma jk no gakuen)
- 44.  (学園祭カンナ?, Gakuen-sai kanna)
- 45.  (ファッションショーカンナ?, Fasshon shō kanna)
- 46.  (普通の学園祭?, Futsū no gakuen-sai)
- 47.  (アイドルライブ?, Aidoru raibu)
- 48.  (打ち上げ?, Uchiage)
- 49.  (すみれのオタ活?, Sumire no Ota katsu)
- 50.  (ひめののプロローグ?, Himeno no purorōgu)
- 51.  (ひまりの駆け引き?, Himari no kakehiki)
- 52.  (勤労感謝?, Kinrō kansha)

## Accoglienza
La serie è candidata ai Next Manga Award del 2025 nella categoria cartacea.